# Cabagan
Cabagan è una municipalità di prima classe delle Filippine, situata nella Provincia di Isabela, nella Regione della Valle di Cagayan.
Cabagan è formata da 26 baranggay:
- Aggub
- Anao
- Angancasilian
- Balasig
- Cansan
- Casibarag Norte
- Casibarag Sur
- Catabayungan
- Centro (Pob.)
- Cubag
- Garita
- Luquilu
- Mabangug

- Magassi
- Masipi East
- Masipi West
- Ngarag
- Pilig Abajo
- Pilig Alto
- San Antonio
- San Bernardo
- San Juan
- Saui
- Tallag
- Ugad
- Union